# Сергий III (епископ Рязанский)
Епископ Сергий III — епископ Русской церкви, епископ Рязанский и Муромский (1569—1572)
Точная дата поставления епископа Сергия на Рязанскую кафедру не сохранилась, но предполагают, что его рукоположение во епископа состоялось осенью 1569 года.
В 1570 году ручался за князя Фёдора Ивановича Мстиславского.
В 1572 году присутствовал на соборе о четвёртом браке царя Иоанна Грозного.
Управлял епархией 3 года. Известна его миссионерская деятельность в Шацком крае.
О дате и месте смерти епископа Сергия сведений нет.